# Isognathus excelsior
Isognathus excelsior (Boisduval, [1875]) è un lepidottero appartenente alla famiglia Sphingidae, diffuso in America Meridionale.

## Descrizione

### Adulto
Immediatamente distinguibile da tutte le altre specie di Isognathus per la colorazione bianca della superficie ventrale dell'addome.

La tonalità di fondo della pagina superiore dell'ala anteriore è brunastra, ma sono presenti linee e macchie bianche in forte risalto, che si allargano soprattutto nella zona apicale, dove tendono a fondersi tra loro.

La pagina inferiore è tinta di un marroncino alquanto uniforme, con striature trasversali di colore più intenso.

L'ala posteriore è gialla per i due terzi prossimali, ma mostra una banda marrone che parte dal terzo distale della costa e giunge, con larghezza via via decrescente, fino all'angolo anale, dove si stempera in una macchia biancastra, occupando l'intera lunghezza del termen.

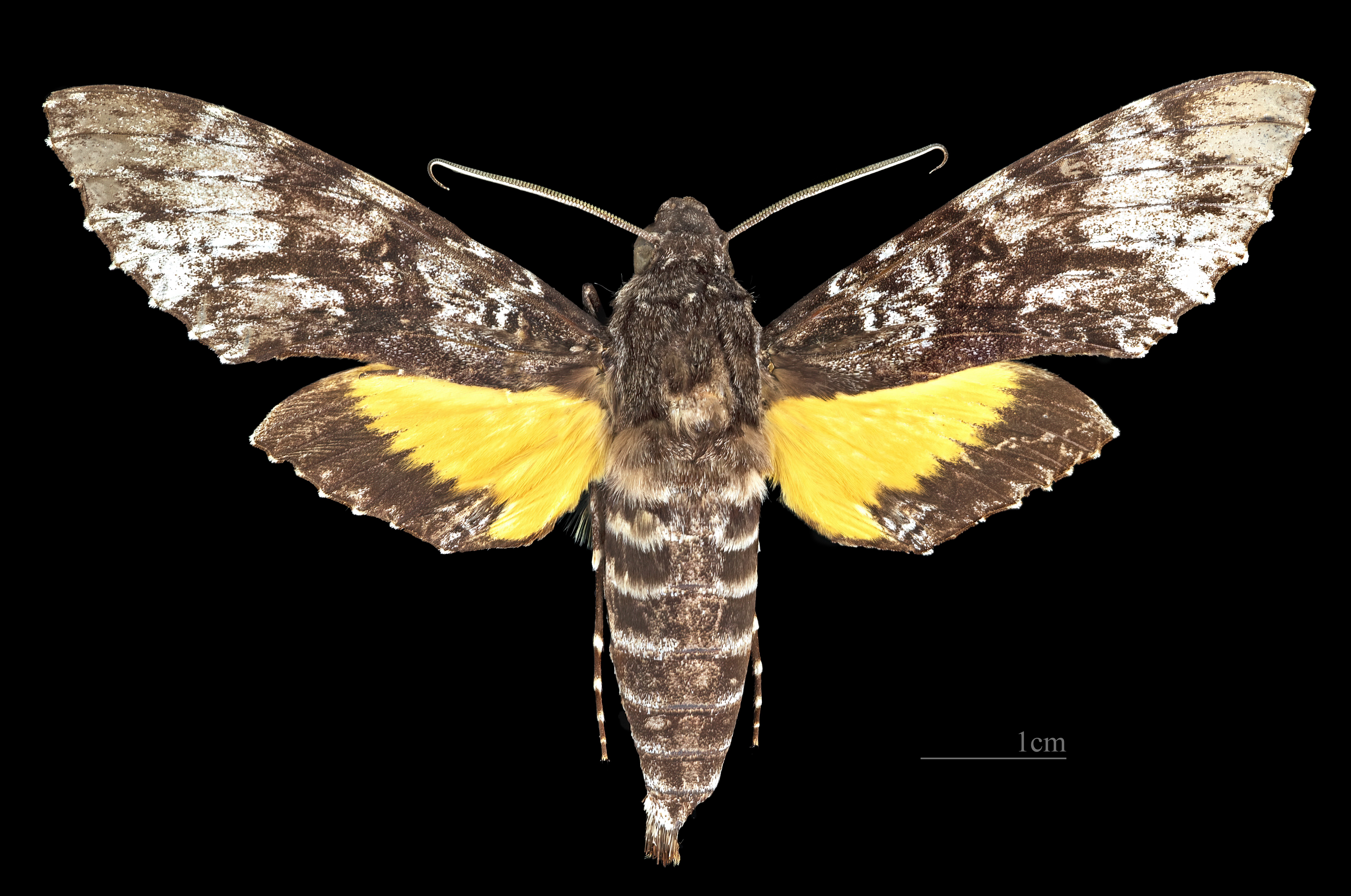
Isognathus excelsior ♂
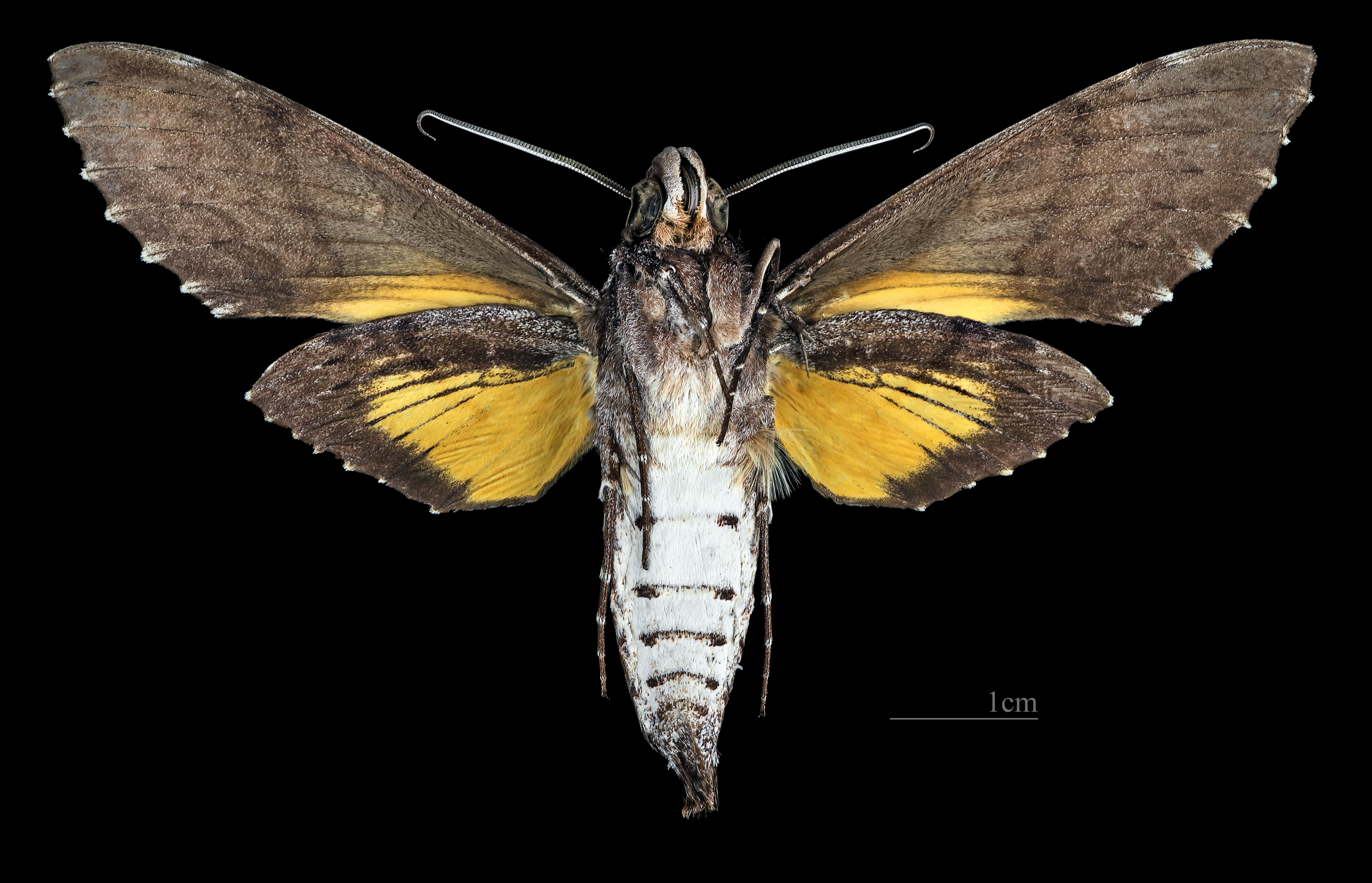
Isognathus excelsior ♂  △
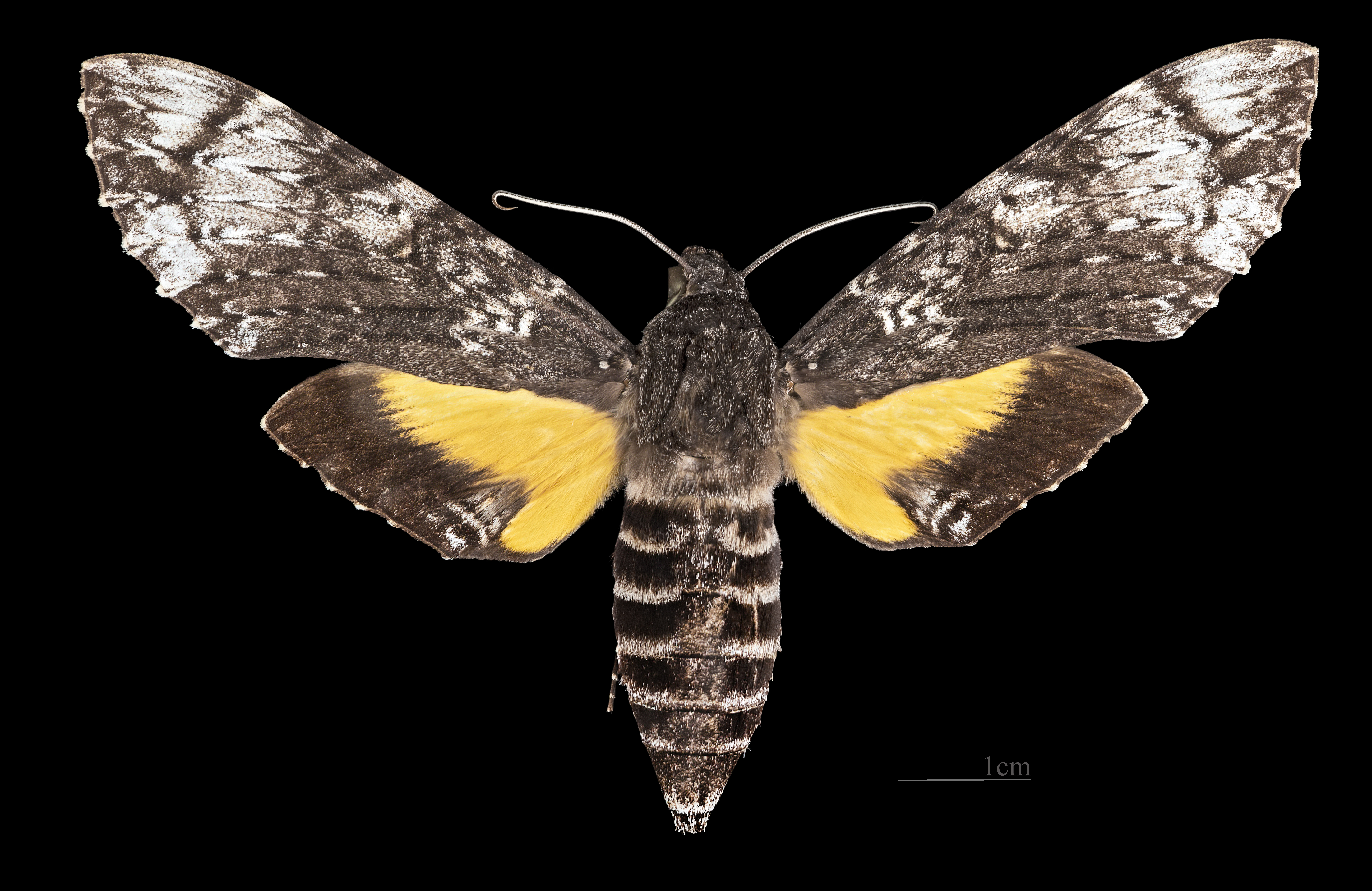
Isognathus excelsior ♀
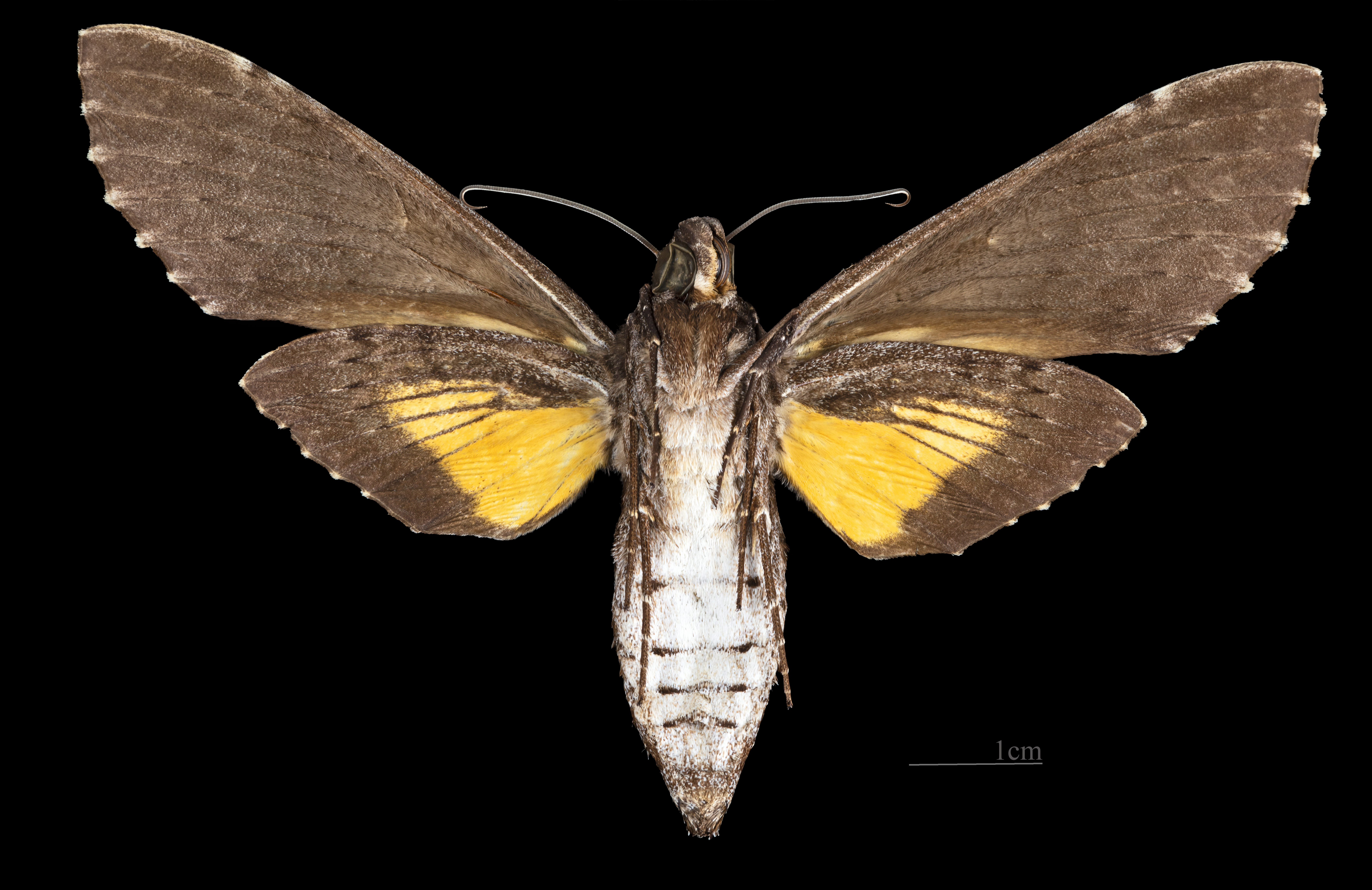
Isognathus excelsior  ♀ △

La pagina inferiore mostra invece una larga banda costale marroncina, che prosegue anche per tutto il margine esterno fino all'angolo anale; il resto della superficie dell'ala è campito di giallo.

L'apice dell'ala anteriore non è falcato. Il termen è solo lievemente dentellato.

Le antenne sono filiformi, non clavate e leggermente uncinate alle estremità, con una lunghezza pari a circa la metà della costa.

Il torace è scuro dorsalmente, ma risulta grigio pallido sulla superficie ventrale.

L'addome risulta brunastro con anelli bianchi trasversali sul dorso e sui fianchi, mentre ventralmente appare bianco, con sei punti neri (caratteristica peculiare della specie).

L'apertura alare del maschio è di 88 mm, mentre quella della femmina arriva a 108 mm.

### Larva
Il bruco è cilindrico, con capo piccolo e rotondo. Il corpo appare lucido e glabro, con una vivace colorazione aposematica. Il cornetto caudale sull'ottavo urotergite è lungo e filiforme.

### Pupa
Le crisalidi sono adectiche ed obtecte; appaiono nerastre, lucide e striate da linee e bande arancioni, con un cremaster poco sviluppato; si rinvengono entro bozzoli dalle pareti sottili, posti negli strati superficiali della lettiera del sottobosco.

## Distribuzione e habitat

L'ecozona neotropicale

L'areale della specie si estende all'interno dell'ecozona neotropicale, comprendendo: la Colombia, il Venezuela, la Guyana (Omai), il Suriname, la Guyana francese (Kaw), il Brasile (Pará), l'Ecuador, il Perù, e l'Argentina settentrionale.

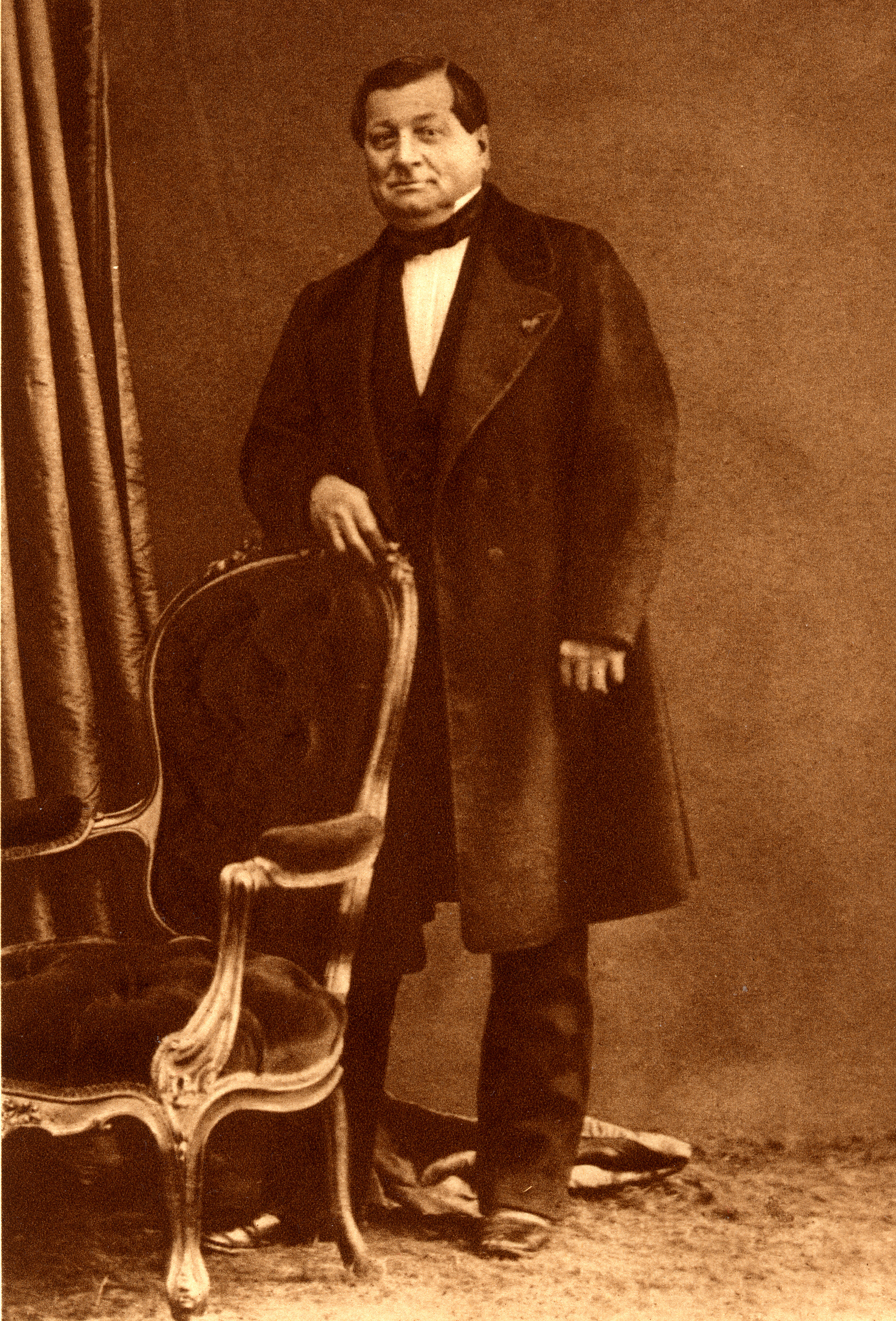
Il medico, entomologo e botanico francese Jean-Baptiste Alphonse Dechauffour de Boisduval (1799-1879), che per primo descrisse la specie nel 1875

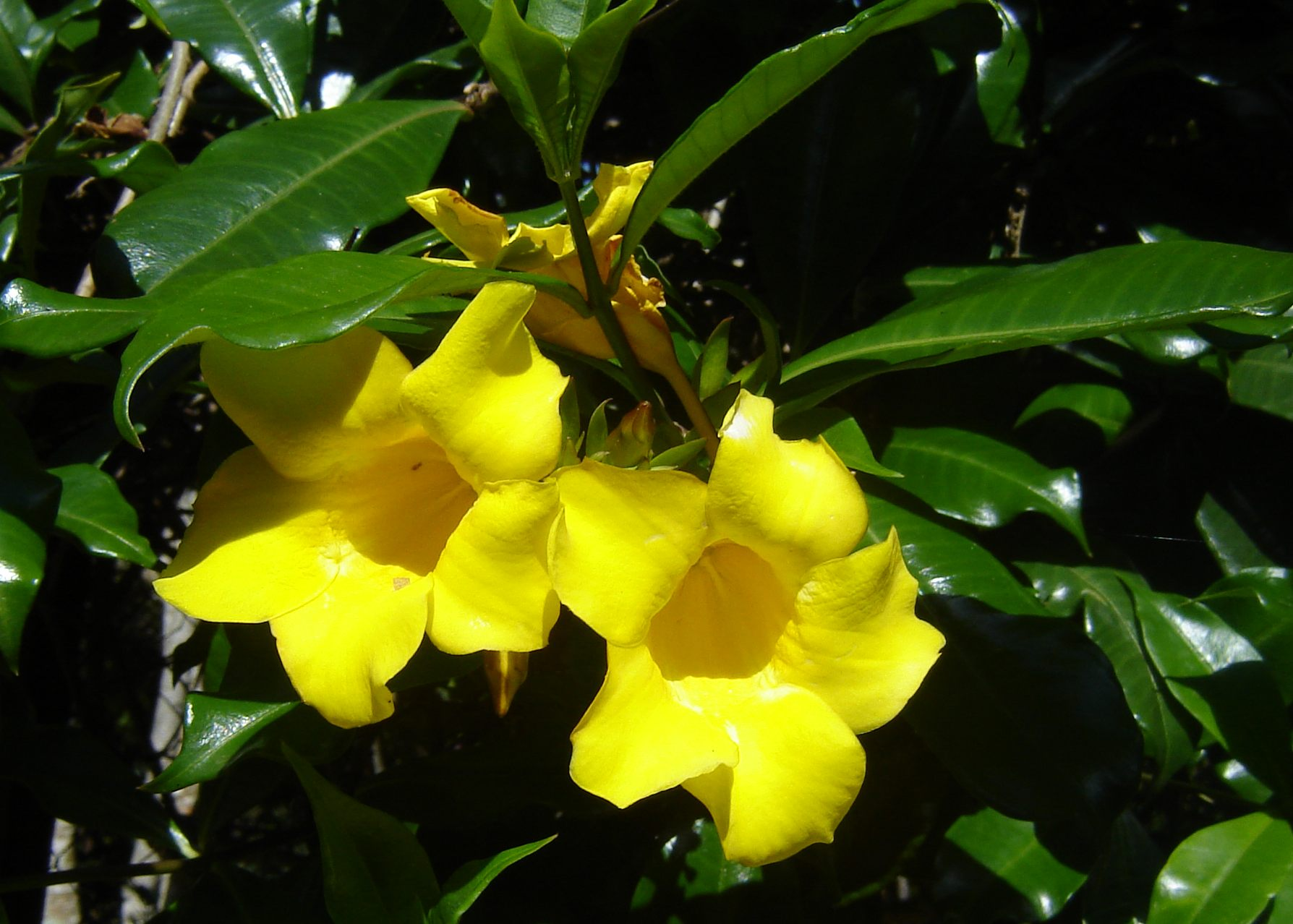
Allamanda cathartica

Boisduval indicò quale locus typicus l'America Meridionale.
L'habitat è rappresentato da foreste tropicali, e sub-tropicali, dal livello del mare fino a modeste altitudini.

## Biologia

### Comportamento
La specie, come le sue congeneri, ha abitudini principalmente crepuscolari. Durante l'accoppiamento, le femmine richiamano i maschi grazie ad un feromone rilasciato da una ghiandola posta all'estremità addominale.

L'adulto emerge dal bozzolo da 8 a 24 giorni dopo l'impupamento.

### Periodo di volo
La specie è multivoltina, con adulti che sfarfallano in tutti i mesi dell'anno.

### Alimentazione
Gli adulti si nutrono del nettare di fiori quali le petunie.
Le piante ospiti sono membri delle Apocynaceae, come Allamanda cathartica L.:

## Tassonomia

### Sottospecie
Non sono state individuate sottospecie.

### Sinonimi
È stato riportato un solo sinonimo:
- Anceryx excelsior Boisduval, 1875 - Hist. nat. Ins., Spec. gén. Lépid. Hétérocères, 1: 127 - Locus typicus: America Meridionale (sinonimo omotipico e basionimo).[1]